# La República Popular de Amnesia
La República Popular de Amnesia: Tiananmen revisitada es un libro de no ficción de la periodista Louisa Lim y publicado por Oxford University Press en 2014. Explora las vidas de las personas que se vieron afectadas por las protestas de la plaza de Tiananmén de 1989 en China. Lim utiliza relatos personales para contar la historia de las protestas estudiantiles de 1989 y sus consecuencias.

## Descripción general
El libro contiene historias y entrevistas de algunos de los afectados por las protestas estudiantiles de 1989, revisando los eventos desde las perspectivas del personal militar actual y anterior, estudiantes, manifestantes y sus familiares. Algunos de los entrevistados más conocidos son Wu'erkaixi, uno de los líderes estudiantiles de las protestas; Zhang Xianling, cofundadora de las Madres de Tiananmén, y Bao Tong, ex secretario de política del Secretario General del Partido Comunista Chino. El interés de Lim en escribir el libro surgió de su curiosidad «por descubrir cómo los recuerdos podían ser reformateados y cómo la población de China se había convertido en cómplice de un acto de amnesia masiva».

## Sinopsis
Chen Guang, un fotógrafo militar en el momento de las protestas estudiantiles de 1989, cuenta los eventos que condujeron a las secuelas. Un soldado chino, tenía la tarea de capturar la represión. Lim utiliza los recuerdos de los soldados para mostrar los eventos desde su perspectiva, incluido el recuerdo de Chen de la planta baja del Gran Salón del Pueblo "convertido en un hospital improvisado" y sus sentimientos conflictivos cuando lo vio.
Lim entrevista a Zhang Ming, un participante en las protestas que pasó siete años en la cárcel después. Describe su decisión de participar, sus contribuciones a la protesta y la mentalidad de los manifestantes. Después de «organizar marchas estudiantiles masivas y un boicot a las clases», las decisiones que Zhang tomó durante las protestas darían forma a su vida. Lim también se centra en las contribuciones del comercialismo y la economía a la amnesia que rodea las protestas. Entrevista a Chen Ziming, un intelectual condenado a 13 años de prisión como «una de las manos negras detrás del movimiento estudiantil». Según Chen, varios líderes estudiantiles se han beneficiado del compromiso y temen la interferencia política en sus negocios: «Ni siquiera admitirán ser líderes estudiantiles».
Lim se encuentra con Wu'erkaixi, quien proporciona información sobre la mente de un líder de protesta y recuerda su participación en eventos como la huelga de hambre. Dice que la huelga de hambre fue idea suya, una «estrategia deliberada para escalar el movimiento». Wu'er describe sus luchas, ideas y vida desde su exilio de China, sus sentimientos hacia aquellos que se quedaron atrás y fueron encarcelados, y hace un llamamiento a los líderes de China para que se les permita regresar a su patria.
El autor explora la amnesia y la censura que el gobierno chino ha inculcado en sus jóvenes, y cómo ha afectado su conocimiento de los eventos de la Plaza Tiananmén. Feel Liu, de 22 años, le cuenta a Lim lo que le enseñaron en la escuela sobre las protestas; desde la perspectiva de un maestro, el tema era «mejor dejarlo intacto». Lim muestra a los jóvenes una foto del hombre del tanque y les pregunta si alguna vez han oído hablar de él.
Ella escribe sobre Zhang Xianling, madre del manifestante estudiantil Wang Nan (quien fue asesinado durante la masacre del 4 de junio). Sus intentos de hacer frente a la muerte de su hijo y conocer la verdad detrás de la muerte de muchos otros estudiantes llevaron a la creación de las Madres de Tiananmén, un grupo de familiares de los que fueron asesinados el 4 de junio de 1989. Las Madres de Tiananmén buscan justicia y arrojan luz sobre las circunstancias en torno a la muerte de sus hijos. Zhang recuerda los días previos a la masacre y los acontecimientos que condujeron a la muerte de su hijo.
Lim explora el concepto de educación patriótica, entrevistando a miembros del partido sobre las protestas, la vida después de ellas y el deseo de superarlas. Esto incluye el intento de China de «reeducación ideológica», uno de los mayores intentos de este tipo en la historia moderna. Los libros de texto fueron reescritos para «ambiar el prisma a través del cual se veía el pasado y el presente».
Bao Tong, ex secretario general del Partido Comunista, Zhao Ziyang, habla sobre las decisiones que llevaron a la represión desde la perspectiva de líderes políticos como Deng Xiaoping y Zhao Ziyang. Lim describe la vida de Tong después de su liberación de la prisión; todavía no está completamente libre, ya que es monitoreado de cerca por el gobierno. Tong, sin embargo, está relativamente despreocupado; esto se ha convertido en su vida normal: «Estoy totalmente acostumbrado, si no están conmigo, me siento perdido».
Lim pinta un retrato de Chengdu, una ciudad en el suroeste de China, después de las protestas con «recuerdos, cables diplomáticos estadounidenses desclasificados, diarios, informes escritos apresuradamente de la época, fotografías contemporáneas y cuentas aprobadas por el gobierno chino». Las entrevistas presentan la represión en Chengdu contra los manifestantes durante la masacre del 4 de junio en la Plaza de Tiananmén. Dennis Rae describe coronas de luto y carteles llevados por la ciudad, su «urgencia de pánico» y las personas heridas en el hospital local.

## Recepción
La República Popular de Amnesia: Tiananmen revisitada ha sido revisado varias veces. Jonathan Mirsky de The New York Times escribió: «Los relatos [de Lim] sobre la amnesia de muchos chinos, hacen [su libro] uno de los mejores análisis del impacto de Tiananmén en toda China en los años posteriores a 1989».
Según Jennifer Altehenger del King's College de Londres, «el libro es accesible, está escrito con fluidez y ofrece ricos relatos de uno de los capítulos más complejos de la historia china contemporánea». Sin embargo, las citas de Lim son «innecesariamente complicadas». Jeremy Brown de la Universidad Simon Fraser escribió: «La historia de Chengdu no encaja en la estructura general de Lim (…) pero es la aportación más original del libro».